# Jaroslav Slanička
Jaroslav Slanička (* 1943) je československý basketbalista, bronzový medailista basketbalové ligy Československa 1964.
V československé basketbalové lize odehrál celkem 5 sezón v letech (1962-1968). Hrál za klub Spartak Sokolovo / Sparta Praha (1962-1965), s nímž zaznamenal celkem 516 bodů a získal bronzovou za třetí místo (1964), 4. místo (1963) a 5. místo (1965). V sezónách 1966-1968 hrál za klub RH Pardubice a skončil na 9. a 10. místě (1967, 1968). V ligových utkáních zaznamenal celkem 1359 bodů.   

## Hráčská kariéra

### Kluby
- 1962-1965 Spartak Sokolovo, 3 sezóny - 3. místo (1964), 4. místo (1963), 5. místo (1965) ma celkem 516 bodů
- 1966-1968 RH Pardubice - 9. místo (1967), 10. místo (1968)
- Československá basketbalová liga celkem 5 sezón (1962-1968), 1359 bodů a 1 medailové umístění: 3. místo (1966)

### Patentový spis
- Patentový spis 132735, Katalysátor typu V2O5 — K2S2O7 pro oxidaci aromatických uhlovodíků, Ing. Jiří Práchenský, Ing. Miloslav Stodola, Ing. Jaroslav Slanička, všichni Pardubice, přihlášeno: 18.5.1967, vydáno: 15.6.1969